# 丽马属
丽马属（学名：Calippus）是马科中的一个已灭绝的属，生存于中新世中期至更新世早期。在美国中部和东部以及南至洪都拉斯的地方都发现了它的化石
。